# Salatut elämät
Salatut elämät (Versteckte Leben) ist eine auf dem finnischen Fernsehsender MTV3 ausgestrahlte Daily Soap. Die Dreharbeiten für die Serie begannen 1998 und die erste Folge wurde am 25. Januar 1999 gesendet. Oft wird behauptet, die Serie sei an das Produktionsformat der australischen Seifenoper Nachbarn angelehnt, aber die Produzenten bestreiten dies.
Anfänglich waren 540 Folgen bis Anfang 2002 geplant, aber seitdem ist der Vertrag für die Serie mehrere Male verlängert worden. Im August 2009 wurde bekannt, dass die Serie mindestens bis Frühling 2015 weiterläuft, anschließend wurde die Serie weiter fortgesetzt.

## Hintergrund
Die Serie spielt zum größten Teil in der fiktiven Pihlajakatu („Eschestraße“), die im Helsinkier Stadtteil Ullanlinna liegt. Das Kennzeichen der Serie ist der blaufarbige Cliffhanger am Ende, oft an einer spannenden Stelle.
Zu Beginn wurden für die Serie 20 Schauspieler engagiert, von denen nur vier immer noch dabei sind. Als einziger ohne Unterbrechungen dabei ist der Schauspieler Esko Kovero als Ismo Laitela. Mit Unterbrechungen mitwirkend sind weiters Pete Lattu als Kalle Laitela, Sami Uotila als Aki Nikkinen und Maija-Liisa Peuhu als Ulla Taalasmaa. Die Anzahl der Schauspieler variiert von Staffel zu Staffel.

## Handlung und Sets

### Ausgangssituation
Hausmeister Seppo Taalasmaa und seine Frau Ulla haben die Polizei alarmiert, weil Tyyne Puustinen die Tür nicht öffnet. Sie wird tot in ihrer Wohnung aufgefunden, woraufhin die Polizei mit der Untersuchung der Todesursache beginnt.

### Themen der Serie
Die Serie Salatut elämät hat in Finnland immer wieder für Aufsehen gesorgt, da sie sich offen mit schwierigen Problemen auseinandersetzt, wie Drogen, Alkohol, sexuelle Beziehungen in Stieffamilien, Vergewaltigung, Selbstverletzendes Verhalten, Familiäre Gewalt, Diebstahl, Rassismus, Inzest, Abtreibung, Teenagerschwangerschaften, Spielsucht, Krebs, Psychopathie, Essstörungen, Narzissmus, Suchen der biologischen Eltern, Hänselei und AIDS. Besonders viel öffentliche Diskussion entfachte die Schlussfolge der Frühjahrsstaffel 2009, in der die schwangere Paula lebendig begraben wird und das Café Kentauri in die Luft fliegt.
Wie in Seifenopern üblich, so behandelt die Serie auch Seitensprünge und Eifersuchtsdramen. Die Ehe vieler Hauptfiguren ist geschieden oder der Ehepartner ist tot.